# Кирилловка (Приморский край)
Кири́лловка — деревня в Партизанском районе Приморского края. Входит в состав Новолитовского сельского поселения.

## География
Деревня Кирилловка расположена в долине реки Литовки (впадает в залив Восток).
Дорога к деревне Кирилловка идёт на север от административного центра сельского поселения Новолитовск, расстояние до которого около 4 км.
Расстояние по трассе до Находки — около 16 км, расстояние до районного центра Владимиро-Александровское около 30 км.
От деревни Кирилловка на север идёт дорога к Васильевке.

## Население
| 1915 | 2002 | 2010 |
| ---- | ---- | ---- |
| 335  | ↘98  | ↘73  |

## Улицы
В деревне имеется одна улица: Садовая.

## Экономика
Жители занимаются сельским хозяйством.